# Amandelslijmkop
De amandelslijmkop (Hygrophorus agathosmus) is een paddenstoel uit de familie Hygrophoraceae. De soort staat niet op de rode lijst van het IUCN, maar is in Nederland ernstig bedreigd. 

## Kenmerken
De steel van de amandelslijmkop is tussen de 5 en de acht centimeter lang en tussen de 1 en de 2 centimeter breed. De steel heeft een droge textuur en heeft een wittige kleur met verspreid op de steel bruine vlekken. Het vlees heeft een grijzige kleur. De hoed heeft de vorm van een halve kogel. De hoed is plakkerig van textuur en kan zowel een droge als een vochtige textuur hebben. Wanneer de textuur vochtig is wordt de hoed slijmerig. De hoed heeft een doorsnede van tussen de 4 en de 8 centimeter en heeft een bruinachtige kleur. De lamellen hebben een wittige tot creme-grijze kleur en zijn verhoudingsgewijs erg breed. De paddenstoel ruikt naar amandelen.

## Ecologie
De soort groeit voornamelijk in naaldbossen en bij voorkeur op soorten van het geslacht Picea. De soort groeit bij voorkeur op bodems die leem bevatten. 

## Synoniemen
- Agaricus agathosmus Fr. (1815) Geaccepteerde naam
- Agaricus cerasinus Berk. (1836)
- Limacium pustulatum var. agathosmum (Fr.) P. Kumm. (1871)
- Limacium agathosmum (Fr.) Wünsche (1877)
- Hygrophorus agathosmus var. aureofloccosus (Bres.) A. Pearson & Dennis (1948)
- Hygrophorus agathosmus f. aureofloccosus Bres. (1928)
- Agathosmus var. aureofloccosus (Bres.) A. Pearson & Dennis (1948)
- Hygrophorus cerasinus  Berk. (1860)